# Dmuchawce, latawce, wiatr (singel Ewy Farnej)
Dmuchawce, latawce, wiatr – drugi singel Ewy Farnej promujący jej drugi album Cicho. Jest to cover przeboju Urszuli sprzed lat. Początkowo Farna nie chciała nagrywać tej piosenki, lecz ostatecznie Marek Dutkiewicz przekonał ją i ukazała się ona na albumie Cicho. W późniejszym czasie nakręcono teledysk do tej piosenki. Autorem zdjęć był Bartosz Piotrowski, a teledysk kręcono na początku czerwca 2009 roku w jednym z podwarszawskich lasów.

## Pozycje na listach przebojów
| „Dmuchawce, latawce, wiatr” | „Dmuchawce, latawce, wiatr” |
| Lista przebojów             | Pozycja                     |
| --------------------------- | --------------------------- |
| NAJ10 Radio Podlasie        | 1                           |
| Szczecińska Lista Przebojów | 2                           |
| Polskie Radio Olsztyn       | 3                           |
| Radio WAWA                  | 1                           |
| Radio Znad Wilii            | 2                           |
| Radio EL                    | 2                           |
| VIVA ChartSurfer            | 1                           |
| VIVA PL Top 10              | 4                           |
| VIVA NetCharts              | 3                           |
| MTV Maxxx Hits              | 1                           |
| Radio Bartoszyce            | 11                          |
| Radio Mysłowice             | 1                           |
| Nasze Radio                 | 1                           |
| Radio GRA                   | 2                           |
| Radio FaMa                  | 1                           |